# أسرى الحرب الفلسطينية الإسرائيلية
أسرى الحرب الفلسطينية الإسرائيلية هم عشرات المحتجزين الذين أُسِروا من طرف فصائل المقاومة الفلسطينية بعد اجتياحهم لتجمعات سكنية وقواعد عسكرية جنوب إسرائيل، يوم 7 أكتوبر 2023 كجزء من عملية طوفان الأقصى. بلغ عدد الأسرى الإسرائيليين عند بداية الحرب الفلسطينية الإسرائيلية حوالي 250 أسيراً في قطاع غزة بما في ذلك الأطفال والنساء. ردًّا على ذلك، شن الجيش الإسرائيلي حملة اعتقالات في صفوف الفلسطينيين من مختلف الأعمار، حيث بلغ عدد الأسرى الفلسطينيين في السجون الإسرائيلية منذ 7 أكتوبر 2023، إلى حدود منتصف يناير 2024 ما قُدِّرهم 5835 أسيراً وأسيرة. اعتبارًا من 28 أغسطس 2024، أعيد 117 أسيرًا حيًّا إلى إسرائيل، حيث أُطلق سراح 105 في صفقة تبادل أسرى، وأفرجت حماس عن أربعة من جانب واحد واستعاد جيش الاحتلال الإسرائيلي ثمانية دون تبادل. أُعيدت جثث 37 أسيرًا إلى إسرائيل، حيث قُتل ثلاثة من الأسرى الإسرائيليين بنيران صديقة من جيش الاحتلال الإسرائيلي وأُعيدت جثث أربعة وثلاثين أسيرًا إسرائيليًّا من خلال العمليات العسكرية. أفادت التقارير بمقتل 72 أسيرًا في 7 أكتوبر وفقًا لإسرائيل.
اعتبارًا من 1 سبتمبر 2024، ظل 101 أسيراً محتجزين في قطاع غزة، احتجز 97 منهم في 7 أكتوبر 2023، وقُبض على الأربعة الآخرين في وقت سابق. في بداية الحرب، عرضت حماس إطلاق سراح جميع الأسرى الإسرائيليين مقابل إطلاق إسرائيل سراح جميع الأسرى الفلسطينيين. وبحلول أكتوبر 2023، احتجزت إسرائيل 5200 فلسطيني، بينهم 170 طفلاً، في سجونها. شاركت العديد من الدول في المفاوضات بين إسرائيل وحماس، حيث تولّت قطر زمام المبادرة. في 22 نوفمبر 2023، وافقت إسرائيل وحماس على إطلاق سراح 150 أسيرًا فلسطينيًا ووقف إطلاق النار لمدة أربعة أيام مقابل إطلاق حماس سراح حوالي 50 أسيرًا إسرائيليًا. وشمل التبادل الأسرى من فئتي النساء والأطفال. حتى 30 نوفمبر 2023، وهو اليوم الأخير من وقف إطلاق النار، تم إطلاق سراح 105 أسرى مدنيين، من بينهم 81 شخصًا من إسرائيل و23 تايلانديًا وفلبينيًا واحدًا.
فرضت إسرائيل "حصارًا شاملًا" على قطاع غزة حتى إطلاق سراح الأسرى الإسرائيليين. تصف منظمة العفو الدولية هذا الإجراء بأنه "اتخذ لمعاقبة المدنيين في غزة على تصرفات الجماعات المسلحة الفلسطينية"، وهو ما يرقى إلى العقاب الجماعي. كما قامت إسرائيل باعتقالات جماعية للفلسطينيين في إسرائيل والأراضي الفلسطينية؛ ووصفت العديد من المنظمات غير الحكومية الإسرائيلية احتجاز عدة آلاف من العمال في غزة بأنه شكل من أشكال الانتقام أو "الانتقام" لأسر مواطنين إسرائيليين. وذكر الخبراء أن الغزو البري الإسرائيلي لقطاع غزة من شأنه أن يعرض حياة الأسرى للخطر. وقال مسؤولون أمريكيون إن إدارة بايدن نصحت إسرائيل بتأخير الغزو البري لغزة للسماح بمزيد من الوقت لمفاوضات الأسرى. ووفقًا لمسؤولين إسرائيليين، بمجرد أن تبدأ إسرائيل غزوًا بريًا لغزة، سيكون من المستحيل تقريبًا التوصل إلى اتفاق بشأن إطلاق تبادل الأسرى. في 24 أكتوبر، رفض الرئيس الأمريكي جو بايدن الدعوات لوقف إطلاق النار، قائلاً: "يجب أن نطلق سراح هؤلاء الرهائن وبعد ذلك يمكننا التحدث".

## وضعية الأسرى
من بين الأسرى الإسرائيليين، أطلق سراح أربعة قبل دخول وقف إطلاق النار حيز التنفيذ في 23 نوفمبر 2023. واعتبارًا من 25 نوفمبر أطلقت حركة حماس سراح 41 أسيرًا كجزء من اتفاق وقف إطلاق النار. وقعت عملية التبادل الثالثة للأسرى في 26 نوفمبر. وأطلقت حركة حماس سراح 17 آخرين، كما أُطلق سراح المجموعة الرابعة من الأسرى في 27 تشرين الثاني/نوفمبر.
بحلول أكتوبر 2023 كانت إسرائيل تحتجز 5,200 فلسطيني (من بينهم 170 حدثًا) في سجونها. وذكرت حماس أن هدفها هو تأمين إطلاق سراحهم. احتجز مسلحو حماس 30 شخصاً، وبعضهم هم مواطنون مزدوجي الجنسية. بينما أطلقت إسرائيل سراح 78 أسيرًا فلسطينيا. وكل المفرج عنهم من النساء والأطفال.
عرضت حماس إطلاق سراح جميع الأسرى الإسرائيليين مقابل قيام إسرائيل بإطلاق سراح جميع الأسرى الفلسطينيين، وهو موقف أيدته بعض العائلات الإسرائيلية لكن رفضه الجيش الإسرائيلي باعتباره "إرهابًا نفسيًا". وقد شاركت عدة دول في المفاوضات بين إسرائيل وحركة حماس، وقد أخذت قطر زمام المبادرة. في 22 نوفمبر 2023، اتفقت إسرائيل وحركة حماس على إطلاق سراح 150 أسيرًا فلسطينيا ووقف إطلاق النار لمدة أربعة أيام مقابل إطلاق حماس سراح ما يقرب من 50 أسيرًا. وفي 26 نوفمبر، كانت حركة حماس قد أطلقت سراح ما مجموعه 58 أسيرًا منذ دخول وقف إطلاق النار حيز التنفيذ.

### معاملة الأسرى
في 13 أكتوبر، أصدرت حركة حماس مقطع فيديو يظهر تعاطفها مع الأطفال المحتجزين. يظهر الفيديو مقاومين من حماس يربتون على ظهور الأطفال، ويهزون الأطفال في عربة الأطفال، ويعطون طفلًا الماء. في 16 أكتوبر، أصدرت حماس مقطع فيديو لامرأة فرنسية إسرائيلية تبلغ من العمر 21 عامًا تتوسل للعودة إلى عائلتها، بينما يقوم شخص ما بضماد ذراعها المصابة وظهرت ندبة. نُقلت أسيرة مُفرج عنها، كانت ممرضة، طوال فترة أسرها لعلاج الأسرى الإسرائيليين الآخرين ويمكنها طلب أدوية معينة. على الرغم من أنها قالت أن الأدوية كانت في كثير من الأحيان بكميات غير كافية.

### الأسرى الفلسطينيون المعتقلين في إسرائيل
لقد اختفى آلاف الفلسطينيين الذين كانوا يعملون في إسرائيل عشية الحرب. وتعتقد جماعات حقوق الإنسان أنهم تعرضوا لاعتقالات جماعية من قبل إسرائيل، لكن إسرائيل رفضت الكشف عن أسماء أولئك الذين تحتجزهم.

ووفقًا للشهادات التي حصلت عليها هموكيد والجزيرة، تعرض بعض هؤلاء الأسرى للضرب من قبل جنود إسرائيليين وحُرموا من الوصول إلى الصليب الأحمر.
وقد أدلى ثمانية من العمال الذين أجرت شبكة سي إن إن مقابلات معهم بادعاءات تعرضهم للتعذيب، بما في ذلك تجريدهم من ملابسهم، والضرب "بوحشية"، بما في ذلك رواية واحدة عن الصعق بالكهرباء. وذكر أحد الأسرى: "لقد حطمونا وضربونا بالهراوات والعصي المعدنية ... لقد أذلونا ... لقد جعلونا نتضور جوعًا بدون طعام أو ماء"، بينما قال آخر "أن بعض الأشخاص ماتوا في الطريق إلى هنا لأنهم تعرضوا للضرب وتعرضوا لصدمات كهربائية". وفي النهاية أعيد العمال الذين تمت مقابلتهم إلى غزة في 4 نوفمبر. وقد تقدمت ست منظمات حقوق إنسان على الأقل في إسرائيل بعريضة إلى المحكمة العليا الإسرائيلية مدعية أن هذه الاعتقالات "بدون سلطة قانونية وبدون أسس قانونية". وقد وصفت أماني الصراحنة من نادي الأسير الفلسطيني ودرور سادوت من منظمة بتسيلم هذه القضية بأنها منهجية، وردت سادوت على ذلك بقولها: "لقد كنا نحقق في هذا الأمر لسنوات عديدة ــ إن نظام الإنفاذ العسكري يعمل كآلية لإخفاء الحقيقة دون توجيه أي اتهامات تقريبًا. لذا فإنهم سيقولون "إن هذه هي الاستثناءات، وليس القاعدة"، ولكن إذا استمر إفلات الجنود من العقاب ــ ليس الجنود فحسب، بل والسياسة نفسها أيضًا ــ عندما لا يُحاسب أحد، فمن الطبيعي أن تستمر الأمور على هذا النحو".

## المفاوضات
تحدثت بعض العائلات الإسرائيلية لدعم مثل هذه الصفقة. في مايو/أيار 2024، اتهم حاييم روبنشتاين، المتحدث السابق باسم مجموعة من عائلات الرهائن، رئيس الوزراء الإسرائيلي بنيامين نتنياهو بـ "منع الصفقة" بسبب "تضارب المصالح": عندما "يتم إطلاق سراح الرهائن، سيترك بتسلئيل سموتريتش وإيتامار بن جفير الحكومة لأنهما سيعتقدان أن الثمن كان مرتفعًا للغاية ... يعرف نتنياهو أنه إذا ذهب إلى الانتخابات في هذا الوقت فلن يكون قادرًا على تشكيل حكومة جديدة، وهو مدفوع باعتبارات سياسية باردة".
في 8 نوفمبر، أبلغت مصادر حماس وكالات الأنباء أن حماس قد تطلق سراح 10-15 أسيرًا مقابل هدنة إنسانية لمدة ثلاثة أيام في القتال. في 9 نوفمبر، ورد أن بنيامين نتنياهو رفض مثل هذا التبادل. في 13 نوفمبر، ورد أن حماس أبلغت الوسطاء القطريين أن المجموعة مستعدة للإفراج عن ما يصل إلى 70 امرأة وطفلاً محتجزين في غزة لهدنة لمدة خمسة أيام والإفراج عن 275 امرأة وطفلاً محتجزين لدى إسرائيل. في 9 نوفمبر، أصدرت سرايا القدس مقطع فيديو حيث صرح المتحدث باسمها أبو حمزة أنهم مستعدون للإفراج غير المشروط عن هانا كاتسير البالغة من العمر 77 عامًا، مشيرًا إلى أسباب إنسانية وعدم قدرتهم على توفير احتياجاتها الطبية المحددة، بالإضافة إلى إطلاق سراح ياجيل يعقوب البالغ من العمر 13 عامًا. رفضت إسرائيل العرض، زاعمة أنه سيلعب على "الإرهاب النفسي" للخاطف.
في 21 نوفمبر، وردت أنباء خاطئة تفيد بوفاة كاتسير بسبب مضاعفات طبية، إلا أنها كانت لا تزال على قيد الحياة وأُطلق سراحها في 24 نوفمبر. أُطلق سراح ياجيل يعقوب، إلى جانب شقيقه الأكبر، في 27 نوفمبر. في 22 نوفمبر، أُعلن أن إسرائيل وحماس توصلتا إلى اتفاق بشأن وقف إطلاق النار والإفراج عن 50 أسيرًا إسرائيليًا. وفي حين لن يتم إطلاق سراح الأسرى الذين تحتجزهم حماس حتى 23 نوفمبر على أقرب تقدير، فإن هؤلاء المفرج عنهم سيكونون نساء وأطفالًا، وردًا على ذلك ستفرج الحكومة الإسرائيلية عن 150 أسيرًا فلسطينيًا، وستسمح لمزيد من المساعدات بدخول غزة ووقف إطلاق النار لمدة أربعة أيام والذي سيضاف إلى كل 10 أسرى إضافيين يتم إطلاق سراحهم. وقد اعترفت حماس بأن الأطفال من بين المفرج عنهم سيكونون المكون الرئيسي للأسرى المفرج عنهم، وقد خطط جيش الاحتلال الإسرائيلي لتواجد ضابط من جيش الإسرائيلي لتسهيل العبور والتسليم مع نقل الأسرى إلى إسرائيل لتلقي الرعاية الطبية. اعتبارًا من 26 نوفمبر، أطلقت حماس سراح ما مجموعه 58 أسيرًا منذ دخول وقف إطلاق النار حيز التنفيذ، وكان بعضهم من الرعايا الأجانب ولم يتم تضمينهم في الاتفاق على إطلاق سراح 50 إسرائيليًا. في أبريل 2024، وردت أنباء تفيد بأن مسؤولاً كبيراً في حماس صرح بأن الجماعة ليس لديها 40 أسيرًا على قيد الحياة في غزة يستوفون معايير التبادل بموجب وقف إطلاق النار المقترح الذي كان قيد التفاوض. اقترح المفاوضون وقف إطلاق نار أولي لمدة ستة أسابيع حيث ستفرج حماس عن المحتجزين لديها على دفعات، مع مجموعة أساسية من 40 تتكون من النساء وكبار السن والمرضى وخمسة جنود من جيش الاحتلال الإسرائيلي، مع إطلاق إسرائيل سراح الفلسطينيين المحتجزين في السجون الإسرائيلية من بين مطالب أخرى.
أصدرت المجلة الطبية البريطانية ذا لانسيت تحذيرًا من أن عدد القتلى الفعلي في غزة من الأسباب المباشرة وغير المباشرة قد يكون أكثر من 186 ألفًا. يقول جان فرانسوا كورتي، وهو طبيب إنساني ورئيس منظمة أطباء العالم غير الحكومية، إن أرقام وزارة الصحة في غزة تأخذ في الاعتبار القتلى الذين تم تحديد هويتهم، "دون الأخذ في الاعتبار جميع القتلى الذين تركوا تحت أنقاض القصف، أو الضحايا غير المباشرين الذين ماتوا بسبب الافتقار إلى الرعاية أو الوصول إلى الرعاية، أو بسبب نقلهم إلى مركز صحي. وإذا أضفنا أولئك الذين من المرجح أن يموتوا بسبب سوء التغذية أو نتيجة للجروح التي أصيبوا بها نتيجة للقصف الإسرائيلي في الأسابيع والأشهر المقبلة، بسبب مخاطر العدوى الإضافية ولأن أمراضهم سوف يتم علاجها في وقت متأخر، فإن الرقم الذي ذكر في مجلة لانسيت والذي بلغ 186 ألف حالة وفاة هو رقم معقول."

## الخلفية
تعتبر قضية الأسرى قضية جد حساسة لكل من الفلسطينيين والإسرائيليين، حيث عملت إسرائيل منذ عام 1967 على احتجاز ما بين 750,000 إلى مليون فلسطيني في سجونها. أي ما يعادل 40% من الذكور الفلسطينيين. خلال شهر أكتوبر 2023، كانت إسرائيل تحتجز في سجونها 5200 فلسطينيا  بينهم 170 طفلا، ومع حلول شهر نوفمبر، ارتفع عدد الأسرى الفلسطينيين إلى 10,000 أسيرًا من الضفة الغربية وقطاع غزة، أدين أغلبهم بتهمة الإرهاب. في تعليق حول الأحداث التي أدت إلى احتجاز الأسرى الإسرائيليين من طرف حركة حماس، قالت منظمة الأمم المتحدة من خلال تقاريرها الخاصة بالأراضي الفلسطينية المحتلة، أن ما حدث هو نتيجة "لسلسلة من الانتهاكات للقانون الدولي، بما في ذلك انتهاك الإجراءات القانونية الواجب احترامها من طرف السلطة المحتلة من أجل إقامة العدل". حوالي 1310 من الأسرى الفلسطينيين في السجون الإسرائيلية تم وضعهم رهن الاعتقال الإداري، وهي ممارسة تسمح لإسرائيل باحتجاز الفلسطينيين إلى أجل غير مسمى دون اتهامات أو محاكمة عادلة، وتبرر إسرائيل هذه الممارسة بأسباب أمينة.
تم استعمال الأسرى المحتجزين كورقة للمساومة من طرف إسرائيل من أجل تبادل الأسرى، الأمر الذي يعتبر مخالفا للقوانين الدولية. يعتبر أخذ الأسرى واحتجاز المدنيين محظورا بموجب القانون الدولي باعتبارهم جرائم حرب. امتنعت إسرائيل عن التفاوض مع المنظمات التي اعتبرتها إرهابية، واختارت التدابير العسكرية أو البديلة لتأمين إطلاق سراح المحتجزين. ومع ذلك، قامت إسرائيل بتبادل الأسرى مع الجماعات المسلحة في عدة مناسبات.
من أبرز الحوادث المتعلقة بمسألة الأسرى، أسر الجندي الإسرائيلي نحشون فاكسمان عام 1994، مما أدى إلى وفاته أثناء محاولة إنقاذ فاشلة قامت بها قوات الجيش الإسرائيلي. كما كانت بعض أعمال حركة حماس تهدف في بعض الأحيان إلى تعطيل عملية السلام خلال التسعينيات. في عام 2006، تم أسر الجندي الإسرائيلي جلعاد شاليط واحتجازه لأكثر من خمس سنوات حتى تبادل الأسرى في عام 2011. وحصلت إسرائيل على إطلاق سراحه مقابل إطلاق سراح 1000 أسير فلسطيني من السجون الإسرائيلية، تمت محاكمة بعضهم كإرهابيين. ومع ذلك، فإن المقرر الخاص للأمم المتحدة المعني بالأراضي الفلسطينية المحتلة يصف العديد من الإدانات بأنها ناجمة عن "سلسلة من انتهاكات القانون الدولي، بما في ذلك انتهاك الإجراءات القانونية الواجبة، والتي تشوه شرعية إقامة العدل من قبل قوة الاحتلال. أدى احتجاز وقتل ثلاثة إسرائيليين عام 2014، إيال يفراح، ونفتالي فرانكل، وجلعاد شعار، إلى زيادة التوترات وساهم في افتتاح عملية الجرف الصامد في عام 2014. كما احتجزت حماس جثتي الجنديين الإسرائيليين القتيلين، هدار غولدن وأورون شاؤول، منذ عملية الجرف الصامد عام 2014. بالإضافة إلى ذلك، احتجزت حماس أسيرين إسرائيليين: الإسرائيلي الإثيوبي أفيرا منغيستو (منذ عام 2014) والإسرائيلي البدوي هشام السيد (منذ عام 2015). كما سعت حماس إلى فدية رفات الجنديين الإسرائيليين أورون شاؤول وهدار غولدن، التي استولت عليها خلال حرب غزة عام 2014. وفي 31 أغسطس/آب 2023، حذرت إسرائيل مواطنيها من أن حماس تحاول اختطافهم.
في 7 أكتوبر 2023، هاجمت حماس إسرائيل، وبدأت الحرب بين قوات المقاومة الفلسطينية وإسرائيل عام 2023. أسفر الهجوم عن مقتل أكثر من 1200 إسرائيلي واحتلال البلدات والمدن والقواعد العسكرية من قبل مقاتلي حماس، مما أدى إلى إدانة واسعة النطاق واتهامات بارتكاب جرائم حرب. حيث تم اعتبار أن استخدام حماس لرهائن معظمهم من النساء والأطفال والمسنين، هو بمثابة انتهاك من جانب حماس للقانون الإنساني الدولي.
في يونيو/حزيران 2024، وجدت لجنة تحقيق تابعة للأمم المتحدة أن حجم قتل إسرائيل للفلسطينيين يشكل جريمة ضد الإنسانيه. في أغسطس 2024، صرح رئيس موظفي الأونروا، بن مجيكودونمي، أن مقتل 40 ألف شخص منذ أكتوبر 2023 كان "مأساة لا توصف". صرحت منظمة الإغاثة الإسلامية، وهي منظمة إنسانية مقرها المملكة المتحدة، أن مقتل 40 ألف شخص يجب أن يكون "مصدرًا للعار العالمي الأبدي". صرح رئيس حقوق الإنسان في الأمم المتحدة فولكر تورك، "هذا الوضع الذي لا يمكن تصوره يرجع بشكل كبير إلى الفشل المتكرر من جانب قوات الدفاع الإسرائيلية في الامتثال لقواعد الحرب". صرحت المتحدثة باسم الأونروا لويز ووتريدج، "يبدو الأمر وكأن الناس ينتظرون الموت. يبدو أن الموت هو اليقين الوحيد في هذا الوضع".

## عمليات الإنقاذ واستعادة الجثث
تم تحرير جندي إسرائيلي أسير في 30 أكتوبر في عملية قادها جيش الاحتلال الإسرائيلي، بمساعدة من جهاز الأمن الداخلي الإسرائيلي (شين بيت) والموساد. في 8 ديسمبر، ادعت حماس أنها صدت محاولة إنقاذ الأسرى من طرف القوات الخاصة الإسرائيلية، مما أدى إلى وقوع العديد من الضحايا العسكريين.
كما قالت حماس إن أسيرة تدعى ساهر باروخ توفيت في الحادث. في نفس اليوم 8 ديسمبر، وفقًا لبيان صادر عن جيش الاحتلال الإسرائيلي، أصيب جنديان إسرائيليان في محاولة فاشلة لإنقاذ المحتجزين. من غير الواضح ما إذا كانت تصريحات حماس وجيش الاحتلال الإسرائيلي تشير إلى نفس الحدث.

## الافراج عن الأسرى
في 20 أكتوبر، أطلقت حماس سراح أسيرتين أمريكيتين لأسباب إنسانية واستجابة للضغوط القطرية والأمريكية. وقالت اللجنة الدولية للصليب الأحمر إنها ساعدت في تسهيل إطلاق سراح الأسرى بنقلهم من غزة إلى إسرائيل. في 23 أكتوبر، أطلقت حماس سراح أسيرتين إسرائيليتين، تبلغان من العمر 79 و85 عامًا، لأسباب إنسانية بعد وساطة من قطر ومصر. ساعدت اللجنة الدولية للصليب الأحمر في نقلهما خارج غزة. الأسرى المفرج عنهم كانوا من كيبوتس نير عوز. في 27 أكتوبر، قال مسؤول في حماس إن حماس لا يمكنها إطلاق سراح الأسرى المحتجزين أثناء الهجوم على إسرائيل حتى يتم الاتفاق على وقف إطلاق النار. في 22 نوفمبر، وافقت إسرائيل وحماس على إطلاق سراح 150 أسيرًا فلسطينيًا ووقف إطلاق النار لمدة أربعة أيام مقابل إطلاق حماس سراح حوالي 50 أسيرًا إسرائيليًا.
في الرابع والعشرين من نوفمبر/تشرين الثاني، بدأت عملية إطلاق سراح خمسين امرأة وطفلاً محتجزين لدى حماس على مدى أربعة أيام بعد مفاوضات مع إسرائيل، حيث تم إطلاق سراح الأسرى تحت رعاية الصليب الأحمر عبر معبر رفح الحدودي ثم إلى قاعدة هاتزريم العسكرية الإسرائيلية. وكان بعض أفراد هذه المجموعة من مزدوجي الجنسية والأجانب، حيث تم احتساب أفراد من إسرائيل وتايلاند والفلبين في المجموعة الأولى المفرج عنها.
اعتبارًا من 26 نوفمبر 2023، أطلقت حماس سراح 41 أسيرًا خلال وقف إطلاق النار الذي استمر أربعة أيام. ومن بين المفرج عنهم، كان 26 إسرائيليًا (بعضهم مواطنون مزدوجو الجنسية) مع تفصيل 13 تم إطلاق سراحهم في 24 نوفمبر و13 في 25 نوفمبر. بالإضافة إلى ذلك، تم إطلاق سراح 14 أسيرًا تايلانديًا وفلبينيًا واحدًا كجزء من صفقة منفصلة. تم إطلاق سراح 17 أسيرًا إضافيًا (بما في ذلك 14 إسرائيليًا وأمريكي واحد) في 26 نوفمبر، مقابل 39 أسيرًا فلسطينيًا. نشرت إسرائيل قائمة بأسماء 300 أسير فلسطيني قد تطلق سراحهم مقابل الأسرى الإسرائيليين في غزة، 287 منهم أطفال دون سن 18 عامًا. أظهر تحليل أجرته شبكة إن بي سي نيوز للقائمة أن حوالي 20% أدينوا بارتكاب جريمة، في حين لم تتم إدانة حوالي 80% من القائمة بأي جرائم ولم تتم محاكمتهم أو تم احتجازهم تحت الاعتقال الإداري. ويقال إن بعض المعتقلين ينتمون إلى حماس والجهاد الإسلامي الفلسطيني والجبهة الشعبية لتحرير فلسطين. تم إطلاق سراح رجل روسي إسرائيلي في 26 نوفمبر خارج نطاق اتفاق وقف إطلاق النار. وأشار موسى أبو مرزوق، وهو مسؤول داخل حماس، إلى أن الإفراج كان تقديراً لموقف الرئيس فلاديمير بوتن. وكان بوتن ينتقد علناً العملية الإسرائيلية فيما يتعلق بغزة والخسائر المتزايدة. وفي 16 أكتوبر/تشرين الأول، أصدرت حماس مقطع فيديو لإحدى الأسرى، وهي امرأة فرنسية إسرائيلية تبلغ من العمر 21 عامًا أصيبت بجروح في ذراعها وندبة. وفي 20 أكتوبر/تشرين الأول، أطلقت حماس سراح امرأة أمريكية وابنتها البالغة من العمر 17 عامًا اللتين تم احتجازهما أثناء زيارة أقارب في نحال عوز.

### عائلات الأسرى والأسرى المفرج عنهم
دعت جماعات حقوق الإنسان والمنظمات الدولية وعائلات الأسرى إلى الإفراج الفوري عن المحتجزين. وفي مساء يوم الأحد الموافق 8 أكتوبر، عقدت عائلات الأسرى والمفقودين مؤتمرا صحفيا، طالبت فيه الحكومة بفتح محادثات مستمرة مع العائلات وتنفيذ عملية لإعادة المفقودين إلى ديارهم، وتعيين شخص للحفاظ على الاتصال المستمر مع العائلات، وإشراك الرئيس التركي أردوغان وولي العهد السعودي محمد بن سلمان والرئيس المصري عبد الفتاح السيسي على الفور للإفراج عن الأسرى. وعينت الحكومة جال هيرش ليكون مسؤولا عن القضية. وفي 26 أكتوبر، التقت عائلات الأسرى مع نتنياهو. واشتكى منتدى الرهائن والعائلات المفقودة، الذي يمثل عائلات الأسرى، من أن أحدا لم يوضح "ما إذا كانت العملية البرية تعرض سلامة 229 رهينة للخطر". كما أثارت العائلات شكاوى من فشل الحكومة ونتنياهو في تقديم تحديثات للعائلات أو مقابلتهم حتى الاجتماع في 26 أكتوبر. أعربت ميراف جونين، ممثلة العائلات، عن دعمها لتبادل كامل للسجناء، قائلة: "إن صفقة عودة أفراد عائلتنا على الفور في إطار" الكل مقابل الكل "أمر ممكن، وسيكون هناك دعم وطني واسع لهذا". وفقًا لأحد الحاخامات، ألبرتو سوميخ، مستشهدًا بتلمود جيتين 45 أ، فإن المشناه يؤكد أنه "لا ينبغي فداء الأسرى بأكثر من قيمتهم، لمنع الانتهاكات". وقد تم الاستشهاد بهذا الرأي باعتباره وجهة نظر يتم فيها تفسير المبادئ الدينية بطريقة تدعم موقف حكومة نتنياهو المنتقد على نطاق واسع. في 14 نوفمبر، ورد أن عائلات الأسرى بدأت مسيرة لمدة خمسة أيام إلى منزل نتنياهو في إسرائيل للمطالبة بالإجراءات والإجابات. ونُقل عن أحد أفراد عائلات الأسرى قوله إنهم لم يشعروا بأنهم في أيدٍ أمينة، وأنهم لا يحصلون على معلومات كافية، بينما ناشد آخر الحكومة الإسرائيلية.
وقد تم تقديم النداء بسبب التقارير التي تفيد بأنه لم يُسمح للصليب الأحمر بزيارة الأسرى منذ بداية الحرب، كما هو الحال في 29 نوفمبر. في اجتماع عقد في أوائل ديسمبر 2023 مع نتنياهو وأعضاء آخرين في مجلس الوزراء الحربي، أظهر أفراد عائلات أولئك الذين ما زالوا محتجزين لدى قوات حماس غضبهم وإحباطهم من استمرار الوضع. في تسجيل منشور، يمكن سماع نتنياهو وهو يلقي باللوم على حماس في نهاية وقف إطلاق النار في نوفمبر 2023 بينما يمكن سماع أفراد عائلات الأسرى وأنصارهم وهم يصفونه بالكاذب. كما حضر بعض الأسرى السابقين الاجتماع وتحدثوا عن الظروف التي احتُجزوا فيها، والتي تفاقمت بسبب الغارات الجوية الإسرائيلية. وقال أحد الأسرى المحررين من كيبوتس نير عوز، الذي لم يكشف عن اسمه، لنتنياهو: "كان كل يوم في الأسر تحديًا كبيرًا للغاية. كنا في الأنفاق، خائفين من أن إسرائيل، وليس حماس، هي التي ستقتلنا، ثم يقولون إن حماس قتلتكم".

## الوفيات
في 14 أكتوبر، أعلنت حماس مقتل تسعة أسرى على مدار 24 ساعة بسبب الغارات الجوية الإسرائيلية. في 4 نوفمبر، أفادت حماس أن 60 أسيرًا لقوا حتفهم نتيجة للقصف الإسرائيلي لغزة. في 29 نوفمبر، ادعت حماس أن أصغر أسير؛ طفل يبلغ من العمر 10 أشهر وشقيقه البالغ من العمر 4 سنوات وأمه قُتلوا أثناء أسرهم بسبب القصف الإسرائيلي. في 15 ديسمبر، صرح جيش الاحتلال الإسرائيلي أنه خلال العمليات في الشجاعية، "حددوا عن طريق الخطأ ثلاثة رهائن إسرائيليين على أنهم يشكلون تهديدًا" وقتلوهم. كان الأسرى الثلاثة ثلاثة رجال في العشرينات من العمر، تم التعرف عليهم بعد إعادة جثثهم إلى إسرائيل. في 24 أبريل 2024، أصدرت حماس مقطع فيديو مدته دقيقتان لهيرش جولدبرج بولين يُقرأ من جهاز التلقين، موضحة الحاجة إلى أن تعيده الحكومة الإسرائيلية إلى وطنه، بالإضافة إلى مقتل 70 من أصل 130 أسيرًا في قصف إسرائيلي.

## الاستجابات
في 16 أكتوبر 2023، ناقش زعيم حماس إسماعيل هنية ووزير الخارجية التركي هاكان فيدان إمكانية إطلاق سراح الأسرى الذين تم احتجازهم خلال هجوم حماس على إسرائيل. في مقطع فيديو نشرته حماس، تظهر ثلاث أسرى. تتحدث إحدى النساء، وتلقي باللوم على استمرار وضعهن على الحكومة الإسرائيلية ورئيس الوزراء الإسرائيلي بنيامين نتنياهو. وهي تنتقد حملة القصف التي تشنها الحكومة الإسرائيلية، وتسأل عما إذا كانوا يريدون قتلهم جميعًا، وتطلب إطلاق سراح جميع الأسرى الفلسطينيين المحتجزين لدى إسرائيل. أظهر استطلاع للرأي أجرته صحيفة معاريف الإسرائيلية في 18-19 أكتوبر أن 65٪ من الإسرائيليين يؤيدون غزوًا بريًا لقطاع غزة و21٪ يعارضونه. وبالمقارنة، وفقًا لاستطلاع أجرته نفس الصحيفة في 25-26 أكتوبر، فإن 29٪ فقط من الإسرائيليين يؤيدون هجومًا بريًا واسع النطاق على قطاع غزة. قالت صحيفة معاريف "من المؤكد تقريبًا أن التطورات بشأن قضية الرهائن، والتي تتصدر جدول الأعمال الآن، كان لها تأثير كبير على هذا التحول." في 21 فبراير 2024، صرح وزير المالية بتسلئيل سموتريتش أن عودة الرهائن "ليست أهم شيء". في مايو 2024، انتقدت أوريت ستروك، وزيرة المستوطنات والبعثات الوطنية، صفقة التبادل المحتملة، قائلة إن هناك "جنودًا تركوا كل شيء وراءهم وخرجوا للقتال من أجل أهداف حددتها الحكومة، ونحن نلقي بها في سلة المهملات لإنقاذ 22 شخصًا أو 33 أو لا أعرف كم عددهم". خلال مناقشة بشأن وضع وإعادة جثث المشتبه بهم والمؤكدين من نشطاء حماس المتوفين في اجتماع مجلس الوزراء السياسي الأمني في يونيو 2024، صرح الوزير بن جفير أن إطلاق سراح جثث النشطاء حد من قدرة إسرائيل على استخدامها كوسيلة ضغط لتبادل الرهائن أو جثث الرهائن.

## معرض الصور

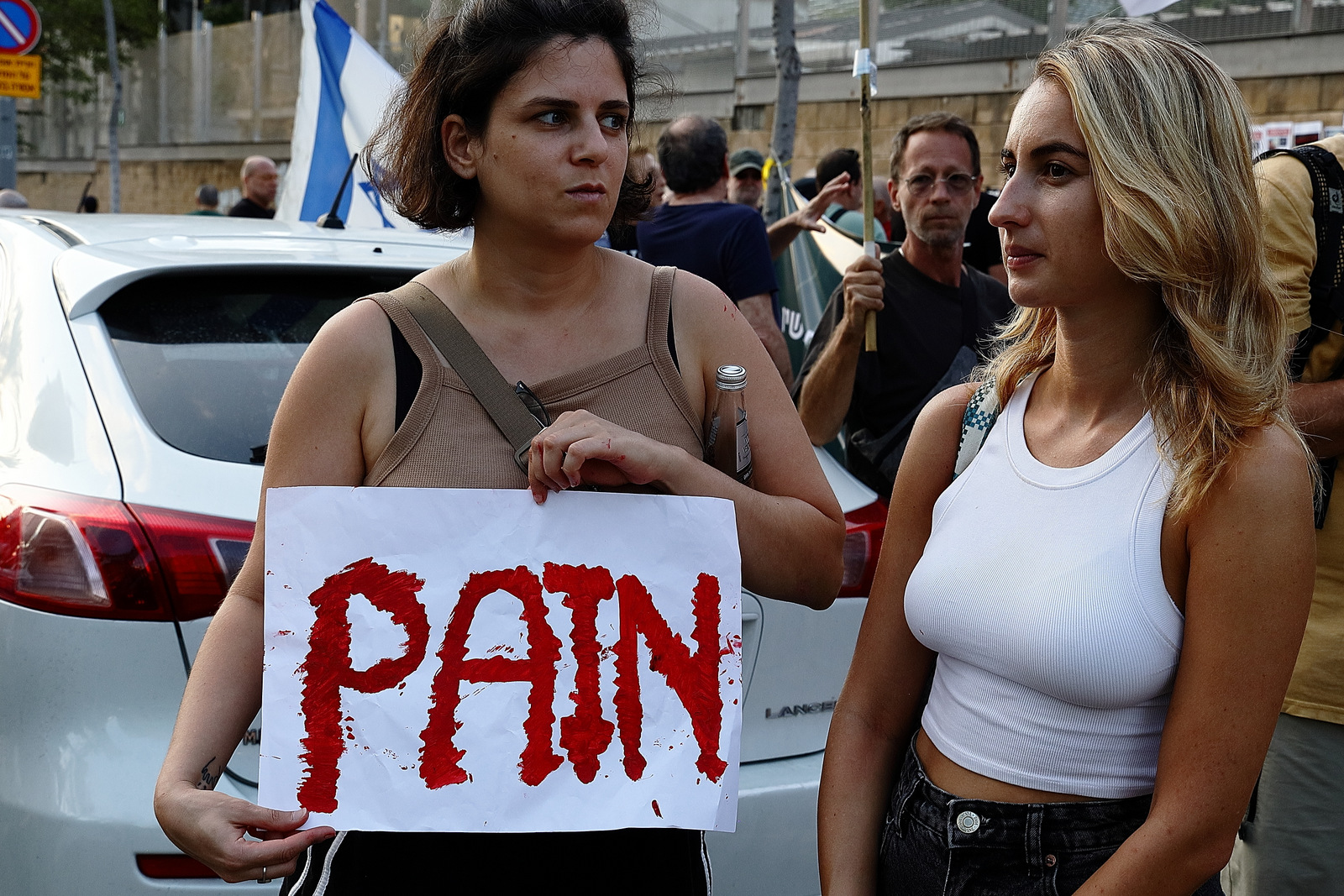
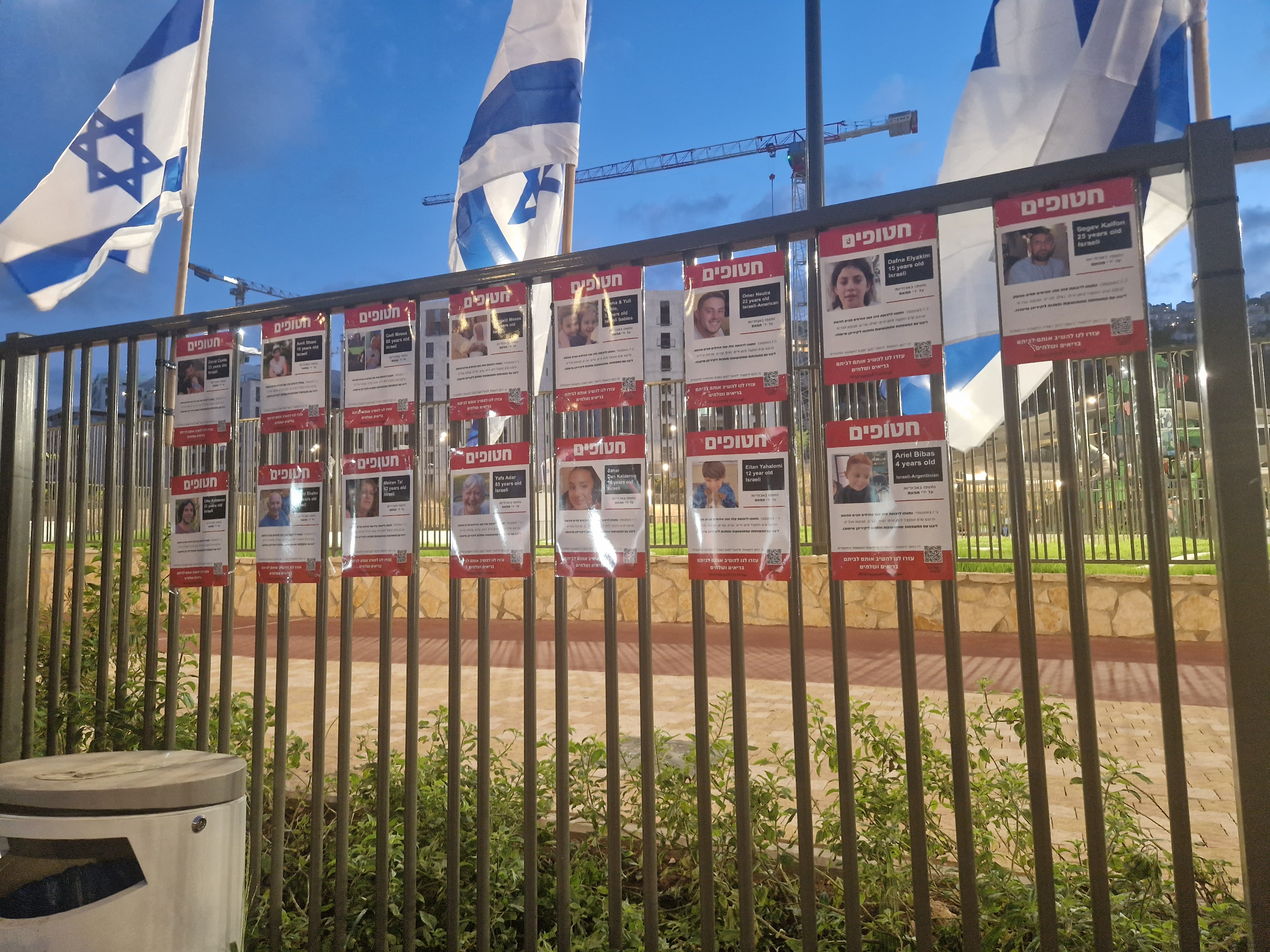
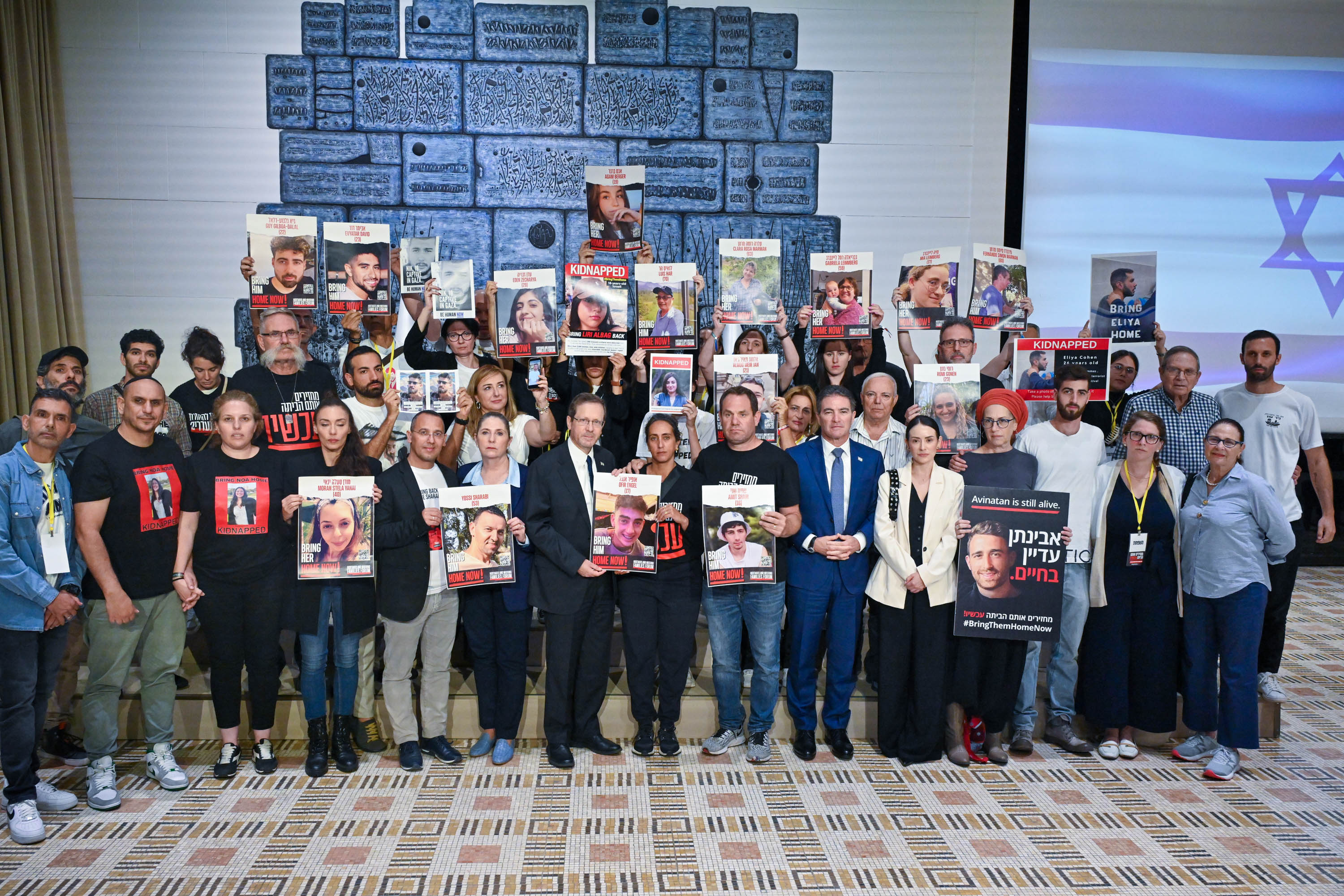

## انظر ايضا
- أسير حرب
- رهينة
- مقرر الأمم المتحدة الخاص المعني بفلسطين